# Teatre Municipal Cooperativa
El Teatre Municipal Cooperativa és un teatre al municipi de Barberà del Vallès a la província de Barcelona a Catalunya.
Es va inaugurar el 3 de març del 2007 i compta amb un aforament de 480 espectadors. L'edifici és entre els Carrers Nemesi Valls i Passatge Cooperativa, al lloc on antigament hi havia la desapareguda Cooperativa Agrícola. La construcció del teatre va implícar alhora una important remodelació de l'espai urbà, la construcció del nou edifici i de la Plaça Cooperativa. L'edifici del teatre compte amb una sala principal de públic, a dos nivells, així com una sala polivalent, un foyer i una sala divisible per assajos, exposicions o actes públics. Pot acollir espectacles de mitjà i gran format, fins i alguna de les representacions estrenades al Teatre Nacional de Catalunya. A més de teatre, acull activitats culturals de la ciutat, presentacions, exposicions i activitats diverses.
Va ser estrenat el 2007 i el 2014 el teatre va afiliar-se a la xarxa «Teatres en Xarxa» per millorar la cooperació amb altres espais escènics.